# Ascotis terebraria
Ascotis terebraria är en fjärilsart som beskrevs av Achille Guenée 1862. Ascotis terebraria ingår i släktet Ascotis och familjen mätare. Inga underarter finns listade i Catalogue of Life.